# Antoine Crespin
Antoine Crespin († 15. Oktober 1472 oder kurz danach), Seigneur de Mauny et du Bec-Crespin, war ein französischer Prälat aus dem Haus Crespin.

## Leben
Antoine Crespin ist der Sohn von Guillaume Crespin († vor 1425), Baron du Bec-Crespin et de Mauny, und Jacqueline d’Auvricher. Sein Bruder Jean Crespin, Seneschall der Normandie, heiratete Marguerite de Chaumont-Amboise (Haus Amboise), seine Schwester und Erbin Jeanne Crespin war mit Pierre de Brézé (Haus Brézé) verheiratet.
Antoine Crespin war im Jahr 1446 Apostolischer Protonotar und Kanoniker an Notre-Dame de Paris. Er trat 1447 die Nachfolge von Nicolas Fraillon, Schatzmeister der Sainte-Chapelle, an und wurde am 27. Oktober des gleichen Jahres zum Bischof von Paris ernannt; man zählt Antoine Crespin jedoch nicht zu den Prälaten, die die Kirche von Paris wirklich regierten, da er, bevor er geweiht wurde und noch bevor er seinen Sitz eingenommen hatte, am 3. März 1449 Bischof und Herzog von Laon und Pair de France wurde.
Der Bischof von Laon wurde am 18. Januar 1460 auf den erzbischöflichen Sitz in Narbonne versetzt, womit das Amt des Primas der Gallia Narbonensis verbunden war. 1464 ist er Kommendatarabt von Jumièges.